# ذياب العلكاوي
ذياب محمد سلطان إبراهيم العلكاوي هو عسكري وسياسي ودبلوماسي عراقي راحل، كان وزيراً لرعاية الشباب في حكومة عبد الرزاق النايف عام 1968، ثم سفيراً للعراق في عدة دول .
كان عضوا في تنظيم الضباط الوطنيين يجتمع مع أحمد حسن البكر وطاهر يحيى وغيرهم من الضباط بين عامي 1961 و 1962، وقد شارك مع المجموعة في انقلاب 17 تموز 1968. شغل بعد الثورة منصب وزير رعاية الشباب في حكومة عبد الرزاق النايف سنة 1968.
وبعد الإطاحة بحكومة عبد الرزاق النايف في حركة 30 تموز 1968، أرسل سفيراً للعراق في صوفيا  وتنقل بين بلدان مختلفة وعندما عاد إلى بغداد اعتزل السياسة حتى وفاته.
شغل منصب المدير العام للشركة العامة لسكك الحديد العراقية بين 11 شباط 1962 و 22 شباط 1964.

## نشأته وعائلته
ولد في تكريت  لعائلة عربية من آل علگة من قبيلة العبيد، ويذكر أن مولود مخلص باشا هو خاله، أما حردان عبد الغفار التكريتي فهو أيضا من أقاربه.
كما يذكر أنه ولده قصي كان عقيدا في الجيش العراقي قبل الاحتلال، وقد اغتيل في 7 أيار 2006 أمام داره في حي اليرموك في بغداد.
كما له بنت هي الدكتورة سارية، وهي أستاذة في كلية التربية الأساسية في الجامعة المستنصرية.
أما أخوه المقدم ضياء العلكاوي فقد اعتقل إثر حركة ناظم كزار سنة 1973، ولم تثبت تهمة المشاركة عليه، وأحيل إلى التقاعد وانصرف إلى ممارسة المحاماة والأعمال التجارية في الكويت.